# Albert Misak
Albert Misak (Beč, 1947.) je glazbenik, glumac i televizijski tehničar židovskog porijekla iz Austrije. S Edekom Bartzom osnovao je jidiški duo Geduldig un Thimann. Uz svoj angažman u Austriji, izvan zemalja njemačkog govornog područja zapažen je i po ulozi draguljara Mordecaija Wulkana u filmu Schindlerova lista iz 1993. godine.
Glazbena karijera Alberta Misaka obilježena je suradnjom sa školskim prijateljem Edekom Bartzom koji je rođen u kampu u Sovjetskom Savezu 1946. godine. Potaknuti glazbenim stvaralaštvom newyorškog rabina Shloma Carlebacha, Misak i Bartz su počeli istraživati svoje židovsko porijeklo. U šezdesetim su dvojica prijatelja radili kao elektrotehničari ili prodavači muzičkih ploča, a naveče i vikendom su i svirali glazbu. 1966. osnovali su i grupu Les Sabres. Inspirirani filmom Yidl mitn Fidl počeli su istraživati židovsku jidiš glazbu uz učenje jidiša. Tada su odabrali djevojačka prezimena svojih majki, Geduldig un Thimann, kao naziv svog dua. Njihove majke su sa zabrinutošću promatrale ovu odluku bojeći se reakcija javnosti i otvorenog nasilja zbog javnog pokazivanja židovskog identiteta u rigidnoj klimi poslijeratne Austrije.
Duo se etablirao i objavio više albuma kroz 1970-e da bi prestao nastupati 1986. godine, a posljednju zajedničku ploču objavili su 1992. godine. 1993. Misak je angažiran da glumi u filmu Schindlerova lista nakon čega se seli u London, a zatim u New York gdje se gotovo u potpunosti povlači iz javnoga života. 2015. godine Misak i Bartz su darovali svoje zbirke fotografija, letaka, novinskih tekstova i plakata Gradskoj knjižnici u Beču, a 2016. godine predstavili su reizdanje svog albuma u Židovskom muzeju u Beču.